# Trichophora rufina
Trichophora rufina là một loài ruồi trong họ Tachinidae.